# Солдак, Игорь Иванович
Игорь Иванович Солдак (23 июля 1943, Сталино — 2007) — санитарный врач, доктор медицинских наук, профессор, заведующий кафедрой гигиены Донецкого национального медицинского университета им. М. Горького. Член Донецкого отделения НОШ с 2004 г.

## Биография
Родился 23 июля 1943 года в Сталино.
После средней школы в 1960 году работал препаратором в Донецком НИИ физиологии труда, затем поступил в Донецкий медицинский институт им. М. Горького на санитарно-гигиенический факультет. По окончании института в 1971 г. — врач по гигиене труда, заведующая санитарно-гигиенического отдела Октябрьской районной СЭС Николаевской области. С 1971 г. — младший, старший научный сотрудник, заведующий лабораторией физиологической рационализации труда Донецкого НИИ гигиены труда и профессиональных заболеваний.
В 1978 г. защитил кандидатскую диссертацию, а в 1988 г. — докторскую диссертацию. С 1989 г. работал в Донецком национальном медицинском университете им. М. Горького на должности доцента, профессора кафедры гигиены труда, а с 1998 года к 2007 г. — заведующий кафедрой гигиены. Ученое звание профессора присвоено в 1993 г. В 1991 г. при активном участии проф. Солдака открыт специализированный ученый совет по защите докторских диссертаций по специальности «гигиена».
Разработал концепцию темпо-оптимизации трудовой деятельности, которая основана на принципах физиологической преимущества индивидуального темпа работы и физиологической эквивалентности факторов труда, которая существенно дополнила теории активности и адаптации; разработаны показатели интегральной оценки тепловых состояний человека и производственного микроклимата, комплексной гигиенической оценки условий труда, дифференцированные нормы микроклимата, классификация труда по степени тяжести, физиологические режимы адаптации и трудовой реабилитации, физиологические индивидуализированные нормы труда для горнорабочих глубоких угольных шахт и др.

## Творчество
Солдак И. И. — автор более 200 научных публикаций: монографий, 7 научных брошюр, 7 учебных пособий для вузов, 4 изобретений, 16 методических указаний и рекомендаций, 7 государственных стандартов, в том числе 6 отраслевых стандартов Высшего образования и др. подготовил 6 кандидатов наук.
Он разработал концепцию темпо-оптимизации трудовой деятельности, разработал показатели интегральной оценки тепловых состояний человека, классификацию физической деятельности, дифференцированные нормы производственного микроклимата.
Основные печатные работы:
- Солдак И. И., Максимович В. А., Лапшина Г. Г., Оптимальные и допустимые сочетания параметров микроклимата.- Львов, 1993. — 84 с
- Солдак И. И., Максимович В. А., Пефтиев и др. Острые и хронические перегревы: клиника, диагностика, профилактика. — Донецк: Мрия, 1996. — 84 с.
- Солдак И. И., Пефтиев И. Ф., Максимович В. А. и др. Острые тепловые поражения: Учебное пособие / МЗ Украины. — Донецк, 1996. — 40 сек.
- Гигиена труда и производственная санитария: Учебное пособие/ Под ред. Ы. И. Солдака. -Донецк: СБ Донбасс, 1997. — 121 сек.
- Максимович В. А., Солдак И. И., Горецкий В. С. Контроль и улучшение теплового состояния человека / Ы. И. Солдак , В. И. Солдак, В. Г.
- Башук и др. Под ред. И.  Солдака.- Донецк, 1997.-158 с.
- Максимович В. А. Солдак И. Ы., Беспалова СВ. Медицинская биоэнергетика. — Донецк: ДонНУ, 2003. — 229 сек.
- Предприятия угольной промышленности ДСП 3.3.1.095-2002 / Мухин В. В., Солдак П., Ластков Д. А. — К.: МОЗ Украины. — 2003. — 36 сек.
- Гигиена труда: Учебное пособие / I. Солдак, А. Н. Яворовский. С. Т Брюханова и др.. / Ред. О. Н. Яворовского, И.  Солдака.- К.: Медицина, 2004. — 144 с.
- Гигиена труда в парфюмерно-косметическом производстве: Учебное пособие / А. Н. Яворовский, И.  Солдак, С. Т Брюханова и др.. / Ред. О. Н. Яворовского, И.  Солдака. — К.: Медицина, 2007. — 256 с
- Физиология труда — век XXI / Максимович В. А., Солдак И. Ы., Тарапата Н. Ы. и др.- Донецк: Донеччина, 2008. — 160с.